# Terrorangrebet i Würzburg 2016
Den 18. juli 2016 angreb en 17-årig flygtning en antal passagerer i et tog nær Würzburg i Tyskland med kniv og økse. Han sårede 4 mennesker alvorligt. En femte person blev såret udenfor toget. En talsmand for det bayerske indenrigsministerium udtalte kort efter angrebet, at det sandsynligvis var et islamistisk angreb.
Angrebet skete omkring kl. 21 i et tog på strækningen mellem Treuchtlingen (i Landkreis Weißenburg-Gunzenhausen) og Würzburg. Ofrene i toget (et par, deres datter og hendes kæreste) kom fra Hong Kong, mens det femte offer, en lokal kvinde, blev angrebet og såret uden for toget. Fjorten andre blev behandlet for chok, efter at de havde været vidne til angrebet. Gerningsmanden blev skudt og dræbt af politiet, da han forsøgte at flygte. Gerningsmanden råbte "Gud er stor" på arabisk under angrebet.

## Gerningsmanden
Gerningsmanden blev under efterforskningen identificeret som den 17-årige flygtning Riaz Khan Ahmadzai fra Afghanistan (muligvis Pakistan). Han ankom til Tyskland som et uledsaget flygtningebarn, et år før. Han boede først i en flygtningelejr i Ochsenfurt otte kilometer fra Würzburg, og derefter i de sidste to uger inden angrebet hos en plejefamilie i en nærliggende by. En to og en halv-minutters video fra Islamisk Stats nyhedsbureau Amaq fremviste den pashto-talende gerningsmand under navnet "Muhammad Riyad", hvor han udråbte sig selv som soldat af Kalifatet. Han truede med flere angreb i Islamisk Stats navn i "hver landsby, by og lufthavn". I videoen holdt han en kniv i hånden. Efterforskerne fandt et flag fra Islamisk Stat hvor han boede.